# Кюрендаг
Кюрендаг (на туркменски; на руски: Кюрендаг) е нисък изолиран хребет, северозападно разклонение на планината Копетдаг в западната част на Туркменистан. Простира се от запад-югозапад на изток-североизток на протежение около 60 km и ширина до 10 km. На юг дълга падина го отделя от хребета Карагьоз (1005 m). Изграден е от варовици и глини. Има нископланински релеф. Максимална височина връх Кюрен 971 m, (39°03′08″ с. ш. 55°10′02″ и. д. / 39.052222° с. ш. 55.167222° и. д.), разположен в западната му част. Ниските части са заети от ефемерово-пелинови пустини и полупустини, в съчетание със соленолюбива растителност, които над 500 m н.в. преминават в субтропични степи. В северното му подножие е разположен град Берекет (бивш Казанджик).